# 沙德韋爾站
沙德韋爾站（英語：Shadwell railway station）是位於英格蘭倫敦沙德韋爾的一個鐵路車站。沙德韋爾站是倫敦地上鐵東倫敦線的車站，位於倫敦第2收費區。沙德韋爾站是倫敦地上鐵歷史最古老的車站之一，首次開通是在1876年4月10日。